# Grèves de 1947 en France
Les grèves de 1947 en France sont une série de conflits sociaux d'envergure nationale, commencées fin avril à la régie Renault, deux semaines avant le départ en mai des ministres communistes du gouvernement Ramadier, et amplifiées en juin puis en novembre dans les bassins miniers.
De graves pénuries alimentaires causent une inflation atteignant 60 % sur l'année, comme en 1946 et des émeutes de la faim déferlent dès le mois d'avril dans des dizaines de ville, tandis que la dénonciation en septembre du plan Marshall par le Kominform vient s'ajouter à l'amertume des efforts de la bataille du charbon.
La direction du PCF est débordée par les initiatives désordonnées, dans tous les secteurs, parfois très suivies, qui obligent le 26 novembre, la CGT à suivre en créant un Comité national de grève. Même si les violences et sabotages sont moins nombreux que lors de la grève des mineurs de 1948, des groupes mobiles de grévistes circulent en camions, débarquent dans les bureaux de poste, arrêtent les trains, envahissent les dépôts, obligent les autres salariés à cesser le travail Des CRS, policiers et soldats sont « réduits à l'impuissance, désarmés, faits prisonniers même ». C'est dans le Midi, que « l'agitation paraît maîtresse ».
Alors que le tripartisme fut remis en cause dès mai, fin décembre, à l'issue des grèves, se produit la scission de la CGT : une minorité réformiste et pro-atlantique crée Force ouvrière (FO) et la Fédération de l'Éducation nationale (FEN). L'année suivante, la grève des mineurs de 1948, étendue à d'autres secteurs, apparaitra « avec le recul des temps comme un second round mieux réussi ».

## Contexte

### Contexte politique

#### Création du RPF, chute du MRP, repli de la SFIO
Passant en tête aux législatives de novembre 1946, avec 28,2 % des voix (+2,2), devant les 26 % des chrétiens-démocrates du MRP (-2,3) le PCF domine la gauche, où la SFIO socialiste est tombée à 17,8 % (-3,3). Avant-guerre, aux législatives françaises de 1936, le PCF ne pesait que 13,4 %, derrière la SFIO (20,7 %) et le Parti radical (15,9 %).
Des clivages entre socialistes et communistes émergent sur les salaires et les prix. Après l'exclusion des seconds du gouvernement en mai 1947, c'est entre MRP et socialistes, au point que le 25 septembre, le ministre des finances MRP obtiendra un droit de veto sur toute décision salariale. Le MRP Robert Schuman qui succède au socialiste Paul Ramadier à la tête du gouvernement le 24 novembre, lors de la dernière vague de grèves déclare en décembre 1947 que les grèves tendent à détourner les Américains d’apporter une aide économique à l’Europe.
Le 14 avril 1947, quinze mois après avoir démissionné de la présidence du gouvernement, le général de Gaulle fonde, avec Jacques Soustelle, André Malraux, René Capitant, Jacques Foccart, et Louis Vallon le Rassemblement du peuple français (RPF) afin de protester contre la constitution de la IVe République votée le 13 octobre 1946. Son programme a quatre axes : réforme de l’État, anticommunisme, alliance capital-travail et souveraineté française dans les colonies.
Six mois après seulement, le RPF gagne les élections municipales des 19 et 26 octobre 1947 avec 38 % des suffrages dans les villes de plus de 9 000 habitants, son rival de droite MRP chutant à seulement 10 %. À gauche, le rapport de force reste stable, dominé par le PCF à 30 %, mais la défection ou l'abstention de la SFIO au 3e tour permet au RPF de prendre les mairies de Paris, Marseille, Bordeaux, Lille, Strasbourg et Rennes mais aussi des communes plus petites, souvent prises au PCF.
Un service d'ordre musclé de 8 à 10 000 militants est constitué puis renforcé après des heurts avec les contre-manifestants communistes finissant en « bataille rangée au gymnase Japy à Paris le 2 septembre 1947 ». Dès le 20 août 1947, Gaston Palewski et Roger Souchal renoncèrent à tenir meeting à Longwy, des centaines de mineurs étant mobilisés par le PCF, selon les souvenirs du second. Ce SO est dirigé par Dominique Ponchardier, ex-chef de mission à la DGER. Claude Dumont, ancien du BCRA et Pierre Debizet, ex du BCRA lui aussi. Certains participeront ensuite au Service d'action civique (SAC)). Selon les historiens,,, d'autres anciens DGER et BCA, qui ont participé à la création du 11ème choc, section action du SDECE. Parmi eux, Bob Maloubier, qui a raconté dans ses mémoires qu'à la fin de 1947, la « presque totalité de l'unité a été mise en congé pour mission très spéciale, briser les grèves, taper sur les cocos, faire campagne pour le RPF », comme l'affirme selon lui début 1948 le colonel Morlanne, peu avant de muter le chef du 11e choc Paul Aussaresses, dont le patron "officieux" est Jacques Foccart, qui coopérait avec le SDECE depuis 1946, selon plusieurs témoignages recueillis par l'historien Jean-Pierre Bat. Après le meeting de Japy en septembre, où il n'a pas pu parler, André Malraux réclame une réunion d'état-major du RPF pour renforcer considérablement ce service d'ordre.

#### Revirement du PCF
Le 5 mai 1947, les ministres communistes sont exclus du gouvernement par Paul Ramadier.
Refusant de démissionner comme Ramadier leur demande d'abord, les ministres communistes espèrent l'amener à jeter lui-même l'éponge, scénario débattu lors du Conseil national de la SFIO du 6 mai, et même défendu par son secrétaire général Guy Mollet. Ensuite, ses archives indiquent que le PCF veut toujours être un « parti du gouvernement », lors de la réunion de son Bureau politique le 19 mai puis à son congrès de la fin juin, qui voit Jacques Duclos inviter les socialistes à le faire revenir au gouvernement  alors que la durée des arrêts de travail  n'a fait que s’allonger durant tout le mois.
À partir de ce moment, le PCF et la CGT appuient le mouvement social qu'ils n'avaient pas soutenu en février à la SNCF et en mai chez Renault. La grève à la SNCF de juin, lancée en dehors des syndicats, est soutenue par toutes les organisations mais violemment dénoncée dans les médias par le gouvernement.
Le PCF se désolidarise par ailleurs du gouvernement sur les très importants conflits qui se déroulent en Afrique au même moment: des grèves ont touché le chemin de fer de Dakar au Niger, où les cheminots réclament les mêmes droits que leurs homologues français. Surtout, la grève chez Renault du mois de mai s'est produite à un moment proche de celui de la répression par l'armée française de l'insurrection malgache qui a fait des milliers de morts.
En septembre 1947, se tient en Pologne la conférence qui fonde le "Bureau d'information des partis communistes", aussi appelée Kominform, au cours de laquelle Andreï Jdanov, représentant de l'Union soviétique explique que le monde est désormais séparé en deux parties antagonistes, le bloc capitaliste et impérialiste et le bloc communiste luttant contre l'impérialisme et représentant ainsi le "camp de la paix". Toute forme de coopération entre les deux blocs devient alors impossible. Lors de la conférence, les délégués italiens et français (Jacques Duclos et Étienne Fajon) sont humiliés par ceux des autres pays, qui exigent d'eux une lutte contre le plan Marshall, présenté comme la pierre d'angle de "l'impérialisme américain".
Alors journaliste à l'AFP, où il dirige la section CGT, le communiste Paul Noirot constate que les sections du PCF ne sont pas informées par ce parti de la création du Kominform en octobre 1947.
Le comité national de la CGT des 11 et 12 novembre, dénonce, sur fond d'événements violents à Marseille contre la vie chère et le marché noir, le plan Marshall comme étant un "instrument d'asservissement", au grand dam de sa minorité syndicale menée par Léon Jouhaux, qui est déjà au bord de la scission. Selon l'historien Maurice Agulhon l'ampleur de l'explosion populaire a probablement « surpris la direction nationale du parti communiste ».
la direction du PCF est quant à elle très prudente au début de la vague de grèves, selon une étude détaillée de ses archives. Avant les événements de Marseille, elle se montre plutôt soucieuse de limiter l’action gréviste, et même contre un mouvement de masse auquel elle ne croit pas. Mais le 15 novembre, 3 jours après la mort de Vincent Voulant, le bureau politique constate que «les derniers événements  démontrent […] la volonté de lutte des travailleurs».
Accordant « une  grande valeur » à la mobilisation de Marseille, il s'intéresse en particulier à la « solidarité de la population avec les grévistes », perçue comme « un facteur décisif ». Le secrétariat du PCF réuni le 18 novembre 1947, commande ainsi un article sur Marseille, mais n'accorde encore aucune attention aux grèves ailleurs, pourtant « en plein développement » et c'est aussi le cas lors de la réunion du BP du 21 novembre. Le 1er décembre au contraire, le Secrétariat considère le  mouvement  comme « une victoire, malgré les pressions gouvernementales (police, radio, presse) » et  le 3 décembre, il estime que «malgré les puissants moyens utilisés par le gouvernement et par le parti américain pour saboter le mouvement de grève, celui-ci s’étend, particulièrement en province», alors qu'au contraire, selon tous les historiens, « les grèves commencent à s’effriter au début du mois de décembre ».
Pendant le mois d'absence de Maurice Thorez, parti en URSS du 31 octobre au 29 novembre, le PCF est codirigé par André Marty à qui la phrase " gauchiste " n'avait jamais fait peur et Jacques Duclos, numéro 2 du PCF « avide d'effacer l'humiliation subie en Pologne » lors de la création du Kominform en septembre.
Alors que le PCF comptait bien reprendre très rapidement sa place au gouvernement, Duclos et l'autre représentant français, à cette réunion, Étienne Fajon, ainsi que les italiens, furent « sermonnés, humiliés », en particulier les Yougoslaves, qui se vouaient « les maîtres d'école » du monde communiste.
Rentré en France le 29 novembre, Maurice Thorez juge « absurde » ce qui s'est produit en son absence et demande à « revenir en arrière », en déclarant « qu'il faut maintenant revenir en arrière (...) Staline m'a dit sans précautions diplomatiques que, si nous continuons, il nous laisserait froidement tomber ». Une fois la grève terminée, il reproche aux autres dirigeants communistes d'avoir laissé se créer et soutenu le comité national de grève.
En Union soviétique, il s'était entretenu le 18 novembre avec Staline, déjà informé de la situation en France, qui avait exprimé son scepticisme, en parlant « d’une grève sans grévistes », et en disant à Thorez qu’« il ne faut pas aller trop loin dans la lutte contre le plan Marshall». Revenu à Paris, ce dernier répètera la formule, en ajoutant que la grève a rendu plus difficile la « formation d’une unité large contre le plan Marshall ».

### Inflation et émeutes de la faim
Les grèves de 1947 ont lieu dans un contexte d'émeutes de la faim, qui se propagent dans des dizaines de villes en avril, mai, juin plus encore en septembre, tandis que les émeutes qui font un mort et 4 blessés graves à Marseille le 12 novembre, au début de la dernière vague de grève eu pour théâtre une manifestation de jeunes contre la hausse du ticket de tramway puis contre le captage par le marché noir des produits alimentaires en pénurie,.
Le  rationnement des Français s'accompagne d'une poursuite de l'inflation, finalement aussi élevée en 1947 qu'en 1946: malgré les efforts du gouvernement pour faire baisser les prix par une blocage des salaires auquel s'oppose les entreprises aussi, l'indice des prix de détail augmente de 58 % à Paris entre janvier et décembre 1947. La politique de baisse des prix tentée au premier semestre, par le biais d'un blocage des salaires, créé des divergences de plus en plus aiguës avec les ministres communistes sur la politique salariale.
Jacques Duclos numéro 2 du PCF, a beau déclarer dans une interview au New York Herald que : « les gens qui parlent d'une grève générale en France sont des imbéciles », il est démenti par ce qui prend de l'ampleur.
Au 24 octobre 1947, en six mois, la hausse des produits alimentaires dépasse déjà 43 % contre 11 % pour les salaires, selon une note de Jules Moch, le marché noir faisant des ravages: à l'été, la ration de pain a dû être ramenée à 200 grammes par jour, poids le plus faible depuis 1940. Finalement, l'indice des prix de détail augmente de 58 % à Paris entre janvier et décembre 1947.

### Les coupures de courant fréquentes, l'électricité rationnée
Les pénuries touchent aussi certains services. Durant tout l’été, les coupures de courant ont été fréquentes et l'électricité devient rationnée : 48 kilowatts pour qui cuisine à l’électricité, 3 fois moins qui a gaz et charbon. L'eau des barrages est alors au plus bas, alors que la bataille du charbon, principale source de l'électricité en 1947, n'a pas atteint tous ses objectifs. Au printemps 1947, les salariés d’EDF et GDF avaient mené plusieurs grèves victorieuses pour l’augmentation de leurs salaires : 8 % en 1946, 11 % en 1947. Le 12 novembre, La Vie ouvrière, organe de la CGT, s'insurge contre « le scandale d’un gouvernement à la solde de Wall Street qui prive la population de lumière par des coupures de courant quasi journalières », en observant que l'Allemagne, plus riche en charbon et contrôlée par les États-Unis, a réduit ses envois de 4 millions de kilowattheures par jour à 1,2 million et que le plan Marshall prévoit la construction de barrages en Suisse et en Italie, dont l'électricité serait conditionnée à la soumission française.

### Le charbon de Lorraine en manque, celui d'Allemagne aussi
En 1947, le pétrole et l'automobiles sont rares, le nucléaire inexistant. Le charbon, c'est 95 % de l'énergie : locomotives, électricité, industrie, chauffage. Mais destructions de guerre et suspension des investissements par les Allemands ont fait chuter de 38 % la production française, passée de 48 millions de tonnes en 1938 à seulement 30 millions en 1944 dont 18 millions, soit 60 %, dans le Nord-Pas-de-Calais, plus que sa part de 55 % (28,2 millions) de 1938 car en Lorraine, la guerre a été encore plus destructrice.
La Bataille du charbon a une urgence : rétablir l'électricité dans les usines, et ainsi produire engins et machines indispensable pour reconstruire le pays. L'objectif de 100.000 tonnes de charbon par jour est atteint. Il est relevé de 20 %, à 120 000 tonnes. Puis dès l'été 1946 le charbon français retrouve son niveau d'avant-guerre. Mais c'est insuffisant pour deux raisons : chaque tonne produite est moins riche en énergie qu'en 1938, car il manque en grande partie le plus riche, le charbon lorrain.
Avant-guerre, la France importait un tiers de son charbon, d'Allemagne et d'Angleterre, pays excédentaires depuis des décennies. Mais ceux-ci aussi ont souffert de la guerre. La production a chuté de près d'un tiers en Angleterre et des trois-quarts en Allemagne. Le charbon américain est lui de mauvaise qualité et rendu cher par le transport. La Bataille du charbon » s'avère d'autant plus décisive que quand les mines allemandes se relancent, l'Angleterre insiste pour donner le plus de charbon possible à l’industrie allemande, afin de faciliter ses ventes de produits industriels à l'étranger, qui devraient permettre en retour des achats de denrées alimentaires et de matières premières ,.

### Journée de dix heures, rations majorées et statut du mineur
"Produire, encore produire, c'est votre devoir de classe", lance Maurice Thorez le 21 juillet 1945, aux mineurs lors d'un meeting près de Douai, à Waziers, où il prône la journée de dix heures. Thorez réitère peu après son propos à Valenciennes, Bruay et Montceau-les-Mines car il peine à se faire entendre. Auguste Lecoeur, ancien mineur et leader du PCF dans la région Nord-Pas-de-Calais et fait remonter l'incrédulité des syndicalistes, mais doit entrer dans le rang, face à la vive répartie de Thorez. De nombreux militants communistes disparurent des cellules en cette année 1945, pour ne réapparaître qu’après le départ des ministres communistes du gouvernement et pendant les grandes grèves de 1947, racontera-t-il.
Un compromis est trouvé: il est décidé en échange, mais seulement début 1946, d'accorder aux mineurs un rationnement plus élevé, alors que rations vont au contraire être minorées dans d'autres secteurs, la nationalisation des mines et le premier "statut du mineur"  applicable à chacun d'eux. Le salaire est calqué sur la métallurgie de la région parisienne avec une majoration obligatoire de 12 % pour les salariés opérant au jour et 30 % pour ceux travaillant au fond de la mine, les plus exposés aux maladies et accidents professionnels, faisant des mineurs la corporation la mieux payée .
Ce "statut du mineur"  prévoit aussi la garantie d'emploi, et rend obligatoire pour tous les mineurs « la gratuité du logement et du charbon », le départ à la retraite à 55 ans, un jour par mois de plus que le congé légal mais aussi une « généreux calcul des congés avec souvent quatre semaines par an » et au moins 24 jours pour 10 ans d’ancienneté
Lorsqu'il est annoncé par le nouveau secrétaire d'Etat au charbon Auguste Lecoeur, nommé en janvier 1946, La Tribune des mineurs, journal de la CGT, y vante dans son numéro du 23 janvier le résultat de la clairvoyance du « discours historique de Waziers ».
Mais ce "statut du mineur"  n'est finalement entériné que le 14 juin 1946, un mois après la nationalisation, finalisée en mai. Il vise à rassurer les mineurs déçus du manque de réformes depuis 1945, mais arrive tard. Et dans le courant de l'année 1947, le salaire des mineurs ne sera pas relevé aussi vite que l'inflation, rognant sur la majoration promise par rapport aux autres secteurs. Le communiste Léon Delfosse, directeur du personnel et de l’organisation sociale pour tous les bassins miniers avait lui créé un CAP de mineur et un centre pour la rééducation des blessés à Oignies, et promu l'accès aux vacances, en achetant notamment le Chateau de la Napoule sur la Côte d'azur. Son éviction à la mi-novembre 1947 est à l'origine de la grève dans les mines.

### Mars 1947: le virage de la "Doctrine Truman" aux Etats-Unis
En  janvier 1947, le Département d'Etat américain finalise la "NCLP (Non Communist Left Policy)" ou "soutien économique des partis européens de gauche noncommunistes", en premier lieu le Parti socialiste, considéré comme "le meilleur obstacle au communisme en Europe". Un discours anticommuniste contre « les régimes totalitaires » du président américain Harry Truman devant le Congrès, le 12 mars 1947, devient la "Doctrine Truman" et créé, selon l'historien Irwin Wall, un « climat international indispensable à la décision des socialistes » d'exclure le PCF du gouvernement français. Pour Truman, le prétexte la Grande-Bretagne a dit en février 1947 qu'elle arrêtera d'ici fin mars toute aide à Athènes malgré la Guerre civile grecque, mais selon l'historien Howard Zinn, l'Union soviétique ne voulait rien faire en Grèce.

#### Tensions sociales puis politiques aux États-Unis
Harry Truman répondait surtout à son affaiblissement en politique intérieure américaine, depuis la vague sans précédent de grèves de 1945 et 1946: 2 millions de grèvistes en février 1946. Les syndicats réclamaient leur part du gâteau après le patriotisme de la guerre, dans le seul grand pays à ne pas connaitre de pénurie de céréale ou de charbon, mais quand même de l'inflation : 8 % en 1945, 14 % en 1946, et 8 % en 1947, nourrie par le retour au pays de 10 millions de soldats. Les grèves de 1945 et 1946 veulent la rattraper par un relèvement des salaires
Les cultivateurs américains pratiquent la rétention des céréales pendant plusieurs mois en 1945 et 1946, amplifiant le rebond des cours sur marché intérieur, alors qu'il fallait exporter pour lutter contre la famine en Europe. Environ  225000 syndiqués de l'United Auto Workers cessent le travail en novembre 1945. La plus grande grève de l'histoire du pays démarre ensuite dans la sidérurgie en janvier 1946 avec 800 000 ouvriers, suivie en avril par celle des mineurs de charbon puis celle des cheminots en mai. L'opinion publique y a réagi très mal, une majorité dans les sondages demandant même l'interdiction du droit de grève au moins pour les fonctionnaires et un moratoire d'un sur les grèves, générant la panique au sein du parti démocrate.
Au Sénat, Harry Truman échoue à faire voter un loi règlementant le droit de grève des cheminots,. Le nombre d'Américains l'approuvant dégringola alors de 82 % en février 1946 à 52 % en juin, débouchant aux élections de mi-mandat en novembre 1946 sur la première victoire républicaine depuis deux décennies, menés par le sénateur du Wisconsin, Joseph McCarthy, et le représentant de la Californie, Richard Nixon. Le sénateur démocrate de l'Arkansas, J. William Fulbright, suggérant sa démission, sa popularité tombe à 32 %. Le républicain Fred A. Hartley, rédige début 1947 la loi Taft-Hartley, qui sera partiellement déclarée anticonstitutionnelle en 1965. Présentée le 10 avril 1947 elle sera promulguée en juin malgré le veto de Truman, qui le mit aussi  en 1947 à deux reprises sur des réductions de l'impôt sur le revenu. Le vote favorable de 106 démocrates sur 177 a annulé le veto.
Un an après, 81000 dirigeants syndicaux avaient déposé les déclarations sous serment qu’ils excluent le « renversement du gouvernement par tout moyen illégal ou inconstitutionnel », requises par la loi Taft-Hartley, qui retire par ailleurs le droit de grève aux fonctionnaires.

#### Influence de l'ambassadeur américain à Paris
Début 1947, « malgré ses précautions oratoires », Jefferson Caffery, ambassadeur américain à Paris, était « profondément mêlé à la politique intérieure française » faisant comprendre au Président du Conseil socialiste Paul Ramadier qu'il était préférable de chasser le PCF du gouvernement de coalition et, peu avant que cette décision fut prise, reçut plus que jamais les habitués socialistes et MRP de l'Ambassade américaine. Chacun venait lui exposer « comment neutraliser les communistes infiltrés », dans sa sphère ministérielle : Intérieur (Depreux), Armée (Revers), Production industrielle (Lacoste), Anciens Combattants (Mitterrand).
La thèse défendue dans un livre par l'historien Frank Costigliola, est Américains furent omniprésents sur la scène politique française, à partir de la négociation des accords Blum-Byrnes du 28 mai 1946. Un long courrier du 14 mars 1947 d'Henri Teitgen à Georges Bidault reflète la forte pression alors exercée sur la France. Un journaliste rapporta que pendant la conférence des ministres des Affaires étrangères, tenue du 10 mars au 25 avril à Moscou, le général Marshall se montrait « impatient de faire une politique centrée sur la France si une coalition non-communiste est capable de prouver son aptitude à gouverner ».

### L'idée du plan Marshall lancée le 5 juin 1947,
Le plan Marshall est pour la première fois évoqué dans un discours le 5 juin 1947, dans un discours du général George Marshall et ne provoque  tout d'abord pas de réaction particulière des syndicats français les accords Blum Byrnes de l'année 1946, qui apportaient eux aussi une aide financière des États-Unis, et que le secrétaire général de la CGT Benoît Frachon n'avait pas désapprouvé non plus.
Mais les  11 et 12 novembre, lors de la réunion du comité national de la CGT qui se déroule pendant le meurtre de Vincent Voulant à Marseille, une motion de Frachon, adoptée a dénoncé le plan Marshall comme « une partie d'un plan d'asservissement du monde aux trusts américains et de préparation à une troisième guerre mondiale »,. La minorité réunie autour du journal FO, animée par Léon Jouhaux se déclare au contraire favorable au plan Marshall.

## Grève d'avril à Renault-Billancourt
Les grèves commencent le 25 avril 1947, à l'usine Renault de Boulogne-Billancourt qui emploie 30 000 personnes. La veille, la ration quotidienne de pain a été réduite  de 300 à 250 grammes par le cabinet Ramadier.
Chez Renault, la CGT avait prévu de « simples débats sur les revendications », mais la grève est « immédiatement votée par acclamation ». La grève est partie des départements 6 et 18 du "secteur Collas", relayée par un groupe trotskiste mené par Pierre Bois, militant de l'Union communiste et l'un des fondateurs de Lutte ouvrière, ainsi que des militants anarchistes (Gil Devillard, de la CNT-AIT  et de la Fédération anarchiste) et des membres du Parti communiste internationaliste (PCI, trotskyste).
La grève est d'abord critiquée par le Parti communiste français (PCF) et la Confédération générale du travail (CGT), qui revendique pourtant 17 000 adhérents, plus de la moitié de l'usine, et a obtenu plus de 90 % des suffrages chez les ouvriers et employés aux élections professionnelles de 1946. Le PCF est en effet représenté au gouvernement par le ministre du Travail Ambroise Croizat, ex-secrétaire général de la Fédération des métaux CGT, dans le cadre du tripartisme, et Renault a été nationalisée l'année précédente. Son patron Pierre Lefaucheux a de bonnes relations avec la CGT, investie dans la « bataille de la production ».
« La grève, arme des trusts » lance alors la CGT. René Plaisance, un membre de la loge parisienne du Grand Orient de France qui venait d'adhérer au PCF et était permanent de la CGT, avait été envoyé en 1946, « pour renforcer la direction de la section » CGT de l’usine et en prendre la tête. Il déclare: « Ce matin, une bande d’anarcho-hitléro-trotskystes a voulu faire sauter l’usine ».
Le comité de grève, que les trotskistes constituèrent, demande une prime à la production de 10 francs de l’heure, mais les responsables de la CGT Renault réduisent cette revendication à trois francs, lors des négociations organisées le 28 avril, un peu plus que ce qu'a offert le patron de Renault Pierre Lefaucheux, sans pouvoir trouver une issue.
Le lendemain, la grève a déjà gagné 13 départements, permettant à la presse de titrer à la une : « La CGT débordée chez Renault ». Malgré l'opposition communiste, la grève regroupe rapidement plus de 10 000 ouvriers dans l'usine et Eugène Hénaff, secrétaire général de la Métallurgie CGT, se fait huer. Jacques Duclos, numéro deux du PCF déclare alors que les revendications de la Fédération CGT des métaux pour « améliorer les salaires par des primes à la production » sont justes.
Trois jours après, un vote très suivi, avec deux-tiers de participation, accorde 11 354 voix pour la grève et 8015 contre. Le président du conseil Paul Ramadier réagit dans la journée à l'Assemblée nationale pour insister sur sa politique de contrôle strict des salaires, expliquant qu'ils doivent seulement suivre la production, et organise un vote de confiance sur la politique salariale du gouvernement le dimanche 4 mai. Les députés du PCF votant contre, les ministres communistes sont exclus du gouvernement dès le lendemain.
Un peu plus de deux semaines après le début de la grève, le 8 mai, le gouvernement accorde finalement les 3 francs d’augmentation, demandés par la CGT-Renault. Dans la foulée le 9 mai, la CGT fait voter la reprise du travail aux deux tiers. Il s'agit d'une augmentation de la PPP (prime progressive de production), en partie uniforme et en partie progressive: en haut de la hiérarchie c'est 3,8 francs d’augmentation.
Mais certains ouvriers demeurent en grève et l'usine reste en partie paralysée. Le mouvement cesse le 15 mai, le gouvernement ayant concédé une prime de 1 600 francs et une avance de 900 francs pour tous les salariés. René Plaisance quitte la direction de la section CGT de Renault.
L'importance de l'intervention du PCI dans ce mouvement sera dès juin brandie dans un article de la revue Cavalcades, numéro 65 du 26 juin 1947, intitulé « Un instituteur, un ingénieur, un journaliste, chefs de la IVe internationale, pourraient demain paralyser la France ».

## Grèves de juin
En juin, une vague de grèves proteste contre le plan Marshall mais surtout contre le manque de pain. Ces grèves commencent début juin à la SNCF. Elles vont toucher aussi les banques, dans les grands magasins, à EDF, puis Citroën, Peugeot, Berliet, Michelin. Le principal motif des grèves est la revendication de hausse des salaires, sur fond d'inflation dépassant 60 %, de rationnement toujours en vigueur, de marché noir resté important et de conditions de vie difficiles.

### Mouvement massif à la SNCF
La grève des boulangers parisiens est à l’origine de la grève SNCF, déclenchée le 2 juin dans les ateliers de Villeneuve-Saint-Georges par « quelques ouvriers qui n'avaient pu se procurer le pain de leur casse-croute », à la suite de la réduction à 150 grammes de la ration quotidienne en région parisienne. Plusieurs centres de la région parisienne s’y joignent immédiatement : Paris-Sud-Est, Paris-Sud-Ouest, Paris-Ivry, Chatillon, Le Landy, Bobigny, les ateliers de La Garenne et de La Chapelle, les dépôts des Batignolles, de La Plaine et de La Chapelle.
La SNCF renforce l'approvisionnement en pain de ses cantines dès le 2 juin, mais le lendemain les grévistes passent aux revendications de salaires. Le 3 juin voit essaimer les débrayages courts et une délégation de grévistes va déposer un cahier de revendications au gouvernement. Le 4 juin, les salariés sont consultés à bulletins secrets à La Villette et Nogent. Les ateliers de Noisy décident une grève sur le tas de 24 heures. Des comités de grève se forment.
Cette grève de juin à la SNCF a eu lieu « sans mot d'ordre syndical », avec des référendums et comités de grève élus sur le tas, alors que les délégués du personnel, institution créée en 1936 par le Front populaire, existaient déjà depuis 1910 dans plusieurs compagnies privées de chemin de fer et que 5 représentants du personnel siégeaient en 1947 aux côtés de l'État au conseil d’administration de la SNCF. Les ouvriers du dépôt de Laon votent ainsi la grève à bulletins secrets mais ne prennent contact avec la Fédération CGT que dans un second temps, pour s'assurer de son soutien.
Comme c’est la première fois depuis la guerre qu’un service public est bloqué plusieurs jours de suite, les quotidiens ont suivi l'évolution du mouvement chaque jour et des mensuels comme ‘’Esprit’’, ‘’Études’’, ‘’La Revue de Paris’’, lui ont consacré de longs articles. Le débat permet aux adversaires des nationalisations de les dénoncer et aux anticommunistes de stigmatiser les majoritaires du syndicat CGT de la SNCF. De son côté, l'hebdomadaire communiste France Nouvelle, dirigé par Auguste Lecœur, décrit l'intervention auprès des grévistes d'un secrétaire syndical ayant obtenu à Paris-Est que les trains repartent.
Le 5 juin, Jules Moch, ministre des transports et des Travaux publics depuis novembre 1945, et qui le restera jusqu’au 24 novembre 1947, reçoit les délégations CGT et CFTC et déclare publiquement que le gouvernement refuse de négocier sous le chantage. Dans la nuit du 5 au 6 juin, le mouvement de grève se généralise. Les propositions du ministre sont jugées très insuffisantes par les centrales syndicats, qui obtiennent un rendez-vous avec le président du conseil Paul Ramadier.
Plusieurs gares parisiennes doivent fermer le 6 juin et seuls les convois de ravaitaillement circulent. En province, la grève s'étend aussi. Lors de son entrevue avec syndicats le 6 juin, Ramadier se contente d'exiger la reprise du travail. Le dimanche 8 juin, la grève est générale  et frappe maintenant les trains de charbon.
Le 11 juin, la grève reste totale à l’exception des trains de denrées. Après une nuit de négociation, l'accord entre Paul Ramadier, la CGT et la CFTC est signé le 12 juin à 5 heures du matin. Tournemaine pour la CGT et Pailleux pour la CFTC lancent à la radio un appel à la reprise du travail, qui a lieu le soir même, dans toutes les régions. Ils ont obtenu, entre autres, le versement au 1er juillet 1947, d'une indemnité de 1 000 francs par mois et une augmentation à la même date de 10 % des allocations familiales. La CGT y voit une « victoire considérable » d’autant que les jours de grève sont payés. Son journal hebdomadaire indique que le conflit est stoppé par « un coup de sifflet de Raymond Tournemaine », leader des cheminots CGT.

## Émeutes de la faim de septembre
Les restrictions alimentaires s'aggravent : la ration de pain est passée de 300 grammes début 1947 à 250 grammes en mai et 200 grammes en septembre. Des émeutes de la faim se poursuivent dans plusieurs villes. Malgré l’accord signé à la mi juin avec les deux principaux syndicats de la SNCF, entre la fin août et la mi-septembre, une cinquantaine de centres ferroviaires débraient pendant quelques heures.
Le poids « du pain dans les habitudes alimentaires » en 1947 est alors important. Le journal Le Peuple du 6 septembre 1947, affirme alors que grèves et manifestations ont pour seul objectif « une politique qui permette aux travailleurs de manger »,.
À Lyon, devant la Bourse du travail, une manifestation a pour but de réclamer le maintien de la ration de pain, un meilleur ravitaillement. Le Monde observe que 10 000 personnes ont débrayé, notamment aux usines Berliet, Zénith, de Delle.
Les « émeutes de la faim » de 1947 sont une expression reprise par l'historienne Danielle Tartakowsky dans un livre principalement consacré aux violences de rue de l'après-guerre en France.
Au cours du même mois de septembre, des exportations de denrées alimentaires sont organisées vers l’Allemagne ce qui « déclenche la colère des ouvriers de l’Est ». Des militants de la CGT « s’empressent de bloquer des péniches et des trains ». De graves échauffourées éclatent à Verdun, « Toul est mis en état de siège » et Nancy « manifeste puissamment ». Des événements qui « surprennent les policiers par leur violence » et seront évoqués dans le préambule du projet de loi du 27 novembre 1947 portant dissolution du 11 compagnies de CRS puis dans la circulaire du 4 décembre 1947 puis pour les féliciter et surtout les mobiliser.

## Grèves spécifiques à la SNCF
Grèves purement salariales en février, puis manifestation des cheminots le 25 mars, puis arrêt de travail général de tous les cheminots de toutes les régions en juin, suivies de grèves causées par les pénuries alimentaires en septembre et d'un conflit de novembre-décembre au ton plus dur, les grèves spécifiques à la SNCF ont changé de nature au fil de l'année selon Marie-Renée Valentin de l'Université de Paris I. La première longue grève du printemps, très suivie, « correspondait à la fois a la remontée des prix après une courte période de stabilisation (octobre 1946-avril 1947) et à une aggravation du rationnement alimentaire ». Un peu plus tard, la longue ét conflictuelle grève dela fin de l'année a coïncidé exactement avec le point le plus bas de la récession de l'année 1947.
La SNCF, nationalisée en 1936, est alors le premier employeur du pays mais entre décembre 1946 et décembre 1947 ses effectifs passent de 488 769 personnes à 480 357, restant cependant proches d'une demi-million de salariés, loin devant les 0,34 million de salariés des charbonnages. La CGT revendique lors de son congrès fédéral de juillet 1947 la syndicalisation d'environ 85 % des agents SNCF, mais le climat est tendu : chaque semaine l'hebdomadaire Force ouvrière, rédigé par la minorité socialiste, dénonce « la  tyrannie, et les mensonges », des syndicalistes communistes de la SNCF.
La SNCF n'avait pas été affectée par des grèves depuis la Libération de 1944, mais, sans mot d'ordre syndical, des arrêts de travail courts (un quart d'heure, vingt minutes, une demi-heure) commencent dès la fin janvier 1947, pendant plus d’une semaine à Béthune, Valenciennes, Lens, Lille, Douai, Arras, Tergnier, et Paris-Nord, pour protester contre l’exclusion des cheminots de l'acompte provisionnel dont viennent de bénéficier les fonctionnaires. Poitiers, Bordeaux, Le Havre et Nantes sont aussi touchés.

### Des arrêts de travail dès janvier-février, sans la CGT
Si la principale grève à la SNCF a eu lieu en avril, le président du Conseil Paul Ramadier avait reçu le 4 février une délégation de cheminots et leur propose d’accorder chaque mois un onzième de la prime de fin d'année, ce qui ne fait pas l’unanimité : les minoritaires socialistes de la CGT reprochent aux communistes de d’ignorer leur proposition de répartir cette prime selon une échelle favorisant les bas salaires.
Cette grève février est qualifiée de « grève floue, sans relais syndical ». La CGT organise ensuite le 25 mars un meeting « contre la vie chère et l'enrichissement des spéculateurs »,.

### Conflit autour de l’information
Paul Ramadier et Jules Moch ont essayé de « dresser l'opinion publique » contre les cheminots par une série d’interventions radio expliquant au public que certains « perçoivent des salaires très importants », s’attirant des réactions syndicales indignées. Du coup, Le Canard enchainé publie le 11 juin une interview imaginaire d'un « garde-barrière millionnaire qui vit dans un château, entouré de domestiques » et donne la priorité à son passage à niveau aux trains de luxe et aux grosses voitures.
Très soucieux de l'information diffusée, le gouvernement « révoque le directeur de l'AFP », au motif que cette agence de presse publie de « nombreux communiques des grévistes ».
La CGT-chemins de fer dénoncera plus tard, dans un livre résumant son histoire, les « mensonges » de Jules Moch et une « campagne de démoralisation et de division ».
La direction de la SNCF évalue à environ 1,6 million les journées perdues mais les chiffres de la Revue française du travail évoquent 3,8 millions, plus du double, les deux estimations étant erronées, selon les historiens. Dans un livre consacré à ce sujet, Annie Lacroix-Riz, professeur d'histoire contemporaine à l'université Paris VII, a constaté le curieux silence du journal des minoritaires de la CGT, Force ouvrière, à ce sujet pendant le conflit et l’a expliqué par « le souci des militants socialistes d'obéir à leur ministre, Jules Moch » et leur « tendance à sous-estimer l'audience communiste chez les cheminots », au moment où ils espéraient réussir la scission syndicale donnant naissance à FO.
Même la CGC, « par principe très hostile aux grèves sauvages », a cautionné ses adhérents qui ont intégré un certain nombre de comités de grève. Jules Moch, lors d’une conférence de presse, demande à nouveau aux cheminots de reprendre le travail et transforme l'esplanade des Invalides en un une immense gare routière. Le dimanche 8 juin, la grève est générale  et frappe maintenant les trains de charbon.

### Oppositions à la grève
Christian Pineau, nommé ministre des Travaux publics et des Transports à la place de Jules Moch, met en garde contre cette grève politique. Pour la SFIO, rapidement « l’hostilité au mouvement de novembre est devenue la ligne de conduite », face à une grève jugée politique. Les occupations de voies ferrées rencontrent beaucoup d’opposition, ce qui explique que les gares deviennent des lieux de focalisation et de violence extrême. Georges Séguy, futur numéro un de la CGT, est ainsi arrêté alors qu’il distribue des tracts devant la gare de Toulouse-Matabiau, qui est évacuée par les CRS dès le 23 novembre. Certains, entraînés jusqu’aux fosses d’entretien des machines, y chutent et perdent casques, trophées conservés par les grévistes, dans une « atmosphère insurrectionnelle », mais qui préfèrent ensuite les jeter dans un canal.
Les milieux catholiques sont sceptiques aussi. Le 19 novembre, la CFTC publie un tract mettant en garde contre votes sur les lieux de travail en pointant leur politisation. L'opposition à la grève est surtout le fait aussi des syndicats minoritaires : CFTC, CGC, CAS et CNT-AIT. Mais elle est également très forte à l'intérieur même de la CGT : dans Force ouvrière du 27 novembre, le secrétaire général adjoint de la Fédération des cheminots, appelle à la reprise du travail.
Les documents disciplinaires montrent une tension sociale manifeste à la SNCF : les non-grévistes étant nombreux parmi les cadres : les altercations entre ceux-ci et les grévistes sont « particulièrement fréquentes » mais « beaucoup moins que dans les mines, autre secteur clé du mouvement ».
Pour propager la grève, il suffit souvent aux cheminots de « vider du foyer des locomotives le feu entretenu en permanence, les immobilisant pendant plusieurs heures », afin de « paralyser une grande partie des cheminots », actions qui « entrainent la révocation de plusieurs agents ». Environ 85 % des locomotives fonctionnant à la vapeur en 1947, subtiliser les robinets de frein et les boyaux de remplissage des chaudières revenait aussi à immobiliser des locomotives.
Dans le but d’interdire « les communications de service », et de « diffuser des informations aux grévistes », de nombreux standards furent envahis par les grévistes, les villes de « Douai, Valenciennes, Lens, La Villette, Montrouge, Trappes » étant citées mais pas Arras ni Amiens ou Longueau. Soucieuse de cette réalité, dès le 23 novembre, la police contraint les cheminots à abandonner les gares qu'ils occupent, comme à Vierzon, Montlugon, Limoges, Toulouse, Lens, Rennes, Nice, Montrouge, Villeneuve-Saint-Georges, Rennes, Perpignan, Miramas. Par ailleurs, les manifestations regroupaient « selon la direction de la SNCF beaucoup de non-cheminots qui n’auraient dû pénétrer à l’intérieur des enceintes de la SNCF ».
Parfois les grévistes tentent de convaincre les forces de l'ordre de les soutenir quand c'est l'armée. La CGT précise qu’à Avignon « des soldats ont donné leurs fusils aux manifestants »,.

## Grèves de novembre

### Débordements à Marseille
La manifestation part ensuite dans le quartier de l'Opéra de Marseille, où plusieurs propriétaires de boites de nuits sont accusés d'organiser le marché noir. Le jeune ouvrier communiste Vincent Voulant est tué par balles devant une boite de nuit. Le PCF accuse des mafieux du clan Guérini. Lors de ses obsèques, le 14 novembre, trois salariés marseillais sur quatre sont en grève.
« Longtemps obscurcie par la polémique autour du rôle joué par deux compagnies de C.R.S., à majorité communiste », l'émotion causée par ce qui se passe à Marseille le 12 novembre, a ensuite été mis en valeur par des historiens comme Maurice Agulhon, pour qui il semble que la violence et l'ampleur de l'explosion populaire (...) aient surpris la direction du PCF et aient eu un impact le jour même du conseil national CGT, même si les décisions réelles d'action sont reportées à un nouveau comité central le 19 décembre.

### Consultation des adhérents CGT
Réuni à Paris les mercredi 12 et jeudi 13 novembre, le Comité confédéral national de la CGT (CCN) suit dès son second jour l'affaire Vincent Voulant de Marseille. Il décide de lancer une consultation des adhérents à propos des revendications de la CGT, principalement au sujet des salaires, et de l’action à mener. Mais la décision est repoussée à un nouveau CCN, prévu pour la fin décembre. Cependant, le surlendemain, un arrêt de travail touche le 15 novembre le bassin minier du Nord. Du 24 au 29 novembre, l’arrêt du travail sera à peu près général dans le Pas-de-Calais, sauf dans certaines centrales électriques et cokeries, mais le bassin de Lorraine et celui du centre-midi sont touchés aussi.
Le 19 novembre, la grève reprend chez Renault et Citroën, puis s'étend à l'Éducation nationale, au BTP, aux métallos, aux dockers, et à l'ensemble de la fonction publique. Chez les cheminots de Marseille, un vote s'est déclaré favorable à un arrêt de travail. Seuls les cadres ne souhaitant pas y participer et il démarre immédiatement : « la gare SaintCharles est désormais déserte ; les guichets sont clos et l’accès aux quais est interdit » écrit Le Provençal, quotidien socialiste, du 21 novembre 1947.
Dans le département de la Seine, les instituteurs se mettent en grève pendant deux semaines, malgré le refus du Syndicat national des instituteurs (SNI) d'appuyer le mouvement.

### Les amis de Force ouvrière se manifestent
Dans Le Provençal, quotidien socialiste de Marseille, daté du 21 novembre 1947, le groupe des « amis de Force ouvrière », qui réunit la minorité socialiste de la CGT, majoritaire jusqu'en 1937, dénonce la politisation de la grève et fait référence à la première conférence nationale de FO, qui avait eu lieu les 8 et 9 novembre 1947, avant la reprise du conflit, au cours de laquelle avait déjà été dénoncée la « politisation des organisations syndicales ». La deuxième conférence nationale de FO, aura lieu en décembre 1947 et décidera de quitter la CGT pour créer une nouvelle confédération.

### Bassins miniers

#### Nord-Pas-de-Calais
À Marseille, la grève est massive le jour des obsèques de Vincent Voulant et elle s'étend quelques jours après aux mineurs. Dès 10 novembre 1947, Victorin Duguet, mineur et président des Charbonnages, avait démissionné. Le 14 novembre, Léon Delfosse, directeur adjoint des Houillères du bassin du Nord et du Pas-de-Calais(HBNPC) est suspendu du conseil d'administration des Charbonnages de France après avoir voté contre la décision gouvernementale d'augmenter le prix du charbon. Des piquets de grève communistes empêchent le jour même des mineurs de descendre. Force ouvrière proteste contre cette grève politique, le gouvernement n'ayant fait que remplacer au sein du CA un homme qui votait contre la politique dont il était censé représenter les intérêts. FO insiste sur le fait que Leon Delfosse est toujours directeur adjoint des HBNPC.
le 17 novembre, en protestation contre ces départs, la grève commence. Mais sur 35 360 ouvriers prévus dans le  Pas-de-Calais, 10 210 seulement ont arrêté le travail. Puis au soir du 18 novembre, 52 fosses sur 78 sont en grève, soit 29 770 grévistes sur 38 990 travailleurs prévus, selon le rapport mensuel du préfet du Pas-de-Calais.
En novembre 1947, ce département compte 95000 mineurs de fond contre 69500 pour le Nord soit deux-tiers des effectifs ouvriers du bassin.
La police intervient dans les corons dès le 19 novembre.
Servant d'état-major pour le département du Pas-de-Calais, la Maison syndicale de Lens, siège du syndicat régional des mineurs, voit se réunir très fréquemment Nestor Calonne, Léon Delfosse et Auguste Lecœur, avec l’appui de René Camphin pour le secteur d’Arras et celui d’Auguste Defrance pour le littoral.
Dans le bassin minier du Pas-de-Calais, tous les entreprises chimiques, métallurgiques, textiles ou du bâtiment, de même sucrerie Béghin et les établissements métallurgiques Fourcy, suivent la grève, qui semble avoir été souvent imposée par les mineurs, mais en Flandre, les cheminots repoussent la grève : 337 voix pour et 1 118 contre à Boulogne-sur-Mer, 423 voix pour et 954 contre à Calais, tandis que la mobilisation contre la grève du curé et maire de Sains-en-Gohelle est saluée par la presse nationale.

#### Lorraine
La situation en Lorraine est tout aussi tendue, avec une grève des mineurs totale jusqu'à la fin novembre et une présence très active du RPF depuis l'automne. Dès septembre 1947 dans la région, sur fond de pénuries alimentaires, des péniches de sucre sont envoyées aux troupes américaines casernées en Allemagne. Le PCF tente de s'y opposer, causant des affrontements à Verdun, Toul et Nancy, quand les CRS reçoivent le renfort d'une compagnie d’artillerie avec automitrailleuses.
Aux usines sidérugiques de la Chiers le 28 novembre 1947, un millier de manifestants attaquent à coup de boulons et de manches de pioche les non grévistes et aux Aciéries de Mont-Saint-Martin à Longwy le 3 décembre 1947, d'autres armés de gourdins se heurtent aussi aux non grévistes.

### Prise de la préfecture à Saint-Étienne
Le 29 novembre, 30 000 grévistes manifestent à Saint-Étienne, ville minière, selon la police, selon la CGT. Mineurs, cheminots ou ouvriers du textile, certains ont des barres de fer. Selon le témoignage de l'ancien maire communiste Joseph Sanguedolce dans ses mémoires, le préfet avait donné l'ordre aux CRS de charger place Marengo, mais matraques et coups de crosse agirent « assez mollement », faute de motivation des CRS et la poussée des manifestants s'engouffre dans la Préfecture. Le préfet fit alors appel aux militaires de la 1re compagnie du 8e bataillon des chasseurs d'Afrique, équipés de trois automitrailleuses et jeeps, que les manifestants encerclèrent en criant « la troupe avec nous », plusieurs, dont Robert Fayat, secrétaire de l'UL CGT, les escaladant sans être appréhendés, amenant les militaires à les abandonner. La salle 66 de la Bourse du Travail de Saint-Étienne est ensuite rebaptisée « Salle des soldats de Saint-Étienne », une plaque y déclarant : « Honneur à  ces jeunes qui restèrent fidèles à  leur origine et refusèrent de tirer sur les travailleurs en fraternisant avec la population ». Les manifestants obligent aussi les gendarmes à évacuer la gare.
Les manifestants défilent dans les rues de Saint-Étienne en chantant, quelques-uns avec les automitrailleuses, mais à 21h, l'agitation a cessé. Le préfet compte 100 blessés légers. Échouant à téléphoner au ministre de l'Intérieur, il se demande si les fils n'ont pas été coupés, et lui envoie un émissaire par la route, le sénateur MRP Barthélémy Ott, qui demande à « intervenir d'urgence car demain il sera trop tard ». Jules Moch téléphone au préfet de région, Pierre Bertaux, d'envoyer trois escadrons de gardes mobiles, qui arrivent à  4 heures du matin à  Saint-Étienne, complètement déserte,, les automitrailleuses ayant été abandonnées. Les armes et munitions sont rendues à  la caserne dès le lendemain matin,. Les dirigeants nationaux de la CGT, de leur côté, consultent Marcel Thibaud qui répond que tout est calme.

### Cheminots en grève à partir du 21 novembre
La composante ferroviaire du conflit de novembre, qui a commencé le 21 à Marseille grâce à un référendum, puis dans le Nord minier, a laissé peu de traces dans la presse, en particulier les quotidiens, du fait qu’il a été précédé de plusieurs jours par la grève dans les mines et s’est étendu à tous les secteurs de l’économie : « les cheminots participent d’abord d’assez loin ». Leur grève ne devient nationale que le 25 novembre après l’appel de leur fédération.
Une note des Renseignements généraux qui sera reprise dans le journal de Vincent Auriol, datée du 20 novembre, évoque une menace sur le trafic ferroviaire à Marseille où un vote est en cours. Le même jour aux depôts SNCF de Lens et Joncherolles des locomotives sont mises hors d'état de circuler. Le 22 novembre, c’est le dépôt de Creil qui est occupé, mais c’est seulement le 25 novembre que la commission exécutive de la Fédération CGT appelle les cheminots à la grève, intervenant pour la première fois.
Le 26 novembre, le conflit continue à s'étendre, mais les syndicats minoritaires CFTC, SPID, CNT-AIT et CAS publient une déclaration commune contre l'utilisation politique du mécontentement des cheminots et reclament la liberté du travail.
Les grévistes de la gare de l'Est et de La Chapelle sont délogés par la police. Le lendemain, la grève atteint les régions lilloise et lyonnaise.
À Rennes, même si la grève est rejetée dans le cadre du référendum interne à l'entreprise et la majorité des cheminots à leur poste de travail, des piquets de grève (CGT) s'opposent au départ des trains et la police occupe les points sensibles.

### Création le 26 novembre d'un Comité national de grève
Le mercredi 26 novembre, le nouveau premier ministre, le MRP Robert Schuman affirme dans un appel aux travailleurs à la radio que « La poursuite des grèves serait catastrophique », dans le ton des campagnes radio de Jules Moch contre la grève à la SNCF en juin. L'avant-veille, le nouveau ministre de l'intérieur Jules Moch a demandé par une circulaire aux préfets « toutes les mesures de police utiles pour faire procéder à l’évacuation des locaux illégalement occupés ».
La réponse est la création le même 26 novembre d'un "Comité national de grève", qui commence à publier des communiqués. Son représentant René Arrachart pèse sur la ligne de L'Humanité, qui le 27 novembre annonce deux millions de grévistes contre un million le 22 novembre.
D’après Benoît Frachon, ce sont les divergences dans son bureau confédéral qui oblignent à créer un Comité de grève, fondé d'abord sur les seules fédérations des métaux et du bâtiment. Les autres fédérations (instituteurs, banques, gaz et électricité, PTT) les rejoignent, en donnant un ordre de grève, sans que le travail ait encore cessé dans leurs secteurs. Les discours syndicaux s’appliquent alors à parler de grève « totale », évitant le mot « générale », malgré l'évidente tentative de l'amplifier dans cette direction.
Une vingtaine de fédérations de la CGT adhérent à ce "comité national de grève", observe Le Monde le 29 novembre 1947 .
La CFTC y répond en créant dans la métallurgie un « cartel intersyndical », qui a invité tous ses adhérents en région parisienne à exiger des votes à bulletins secrets. Le syndicat patronal du secteur estime à 50 % le nombre des ouvriers travaillant dans cette région. Selon Le Monde, dans plusieurs grandes usines de province une forte majorité a voté contré la grève.

### Négociations nationales des 29 et 30 novembre
Des négociations nationales ont à nouveau lieu entre la CGT et Daniel Mayer, ministre du travail, à partir seulement du week-end des 29 et 30 novembre. Des négociations nationales entre la CGT et Robert Schuman avaient eu lieu le 26 novembre, infructueuses, jour de création du comité national de grève.
Les jours précédant le 29 novembre venaient d'être marqués par une activité fébrile dans les deux camps pour que la grève se poursuive ou s'arrête.
Le Monde du 29 novembre 1947 constate que les reprises de travail se sont multipliées la veille à la SNCF : trafic presque normal sur l'Est et à la gare d'Austerlitz un train sur trois, environ, tandis qu'à Saint-Lazare 80 % des trains grandes lignes sont assurés. Les grévistes du transport routier ont accepté d'assurer la livraison des denrées, mais la police a expulsé ceux des PTT qui occupaient les centraux téléphoniques Danton, Odéon et Gobelins. Pour contourner la grève à la SNCF, le gouvernement fait aussi évacuer le dépôt de Montrouge occupé par les grévistes et installer de nouvelles « têtes de ligne du réseau » : Le Plessis-Belleville pour la Belgique, et Beauvais pour l'Angleterre. Le Monde du 29 novembre 1947 constate aussi que la grève est toujours totale dans les mines de Moselle et que dans le Nord des camions de communistes parcourent mines et usines pour surveiller les piquets de grève.
Le 30 novembre, le ministre du Travail propose un accord sur les modalités de l'occupation à la SNCF et aux PTT. Il informe le bureau confédéral de la CGT du maintien du blocage des salaires jusqu'en juin 1948, tempéré par une indemnité de 1 500 francs réservée aux non grévistes, payable au 1er décembre. Les comités de grève rejettent ce plan.
Le 7 décembre, pour apaiser et faciliter la reprise du travail qui s'accélère, cette prime mensuelle de 1 500 francs sera offerte à tous, grévistes ou non. Le gouvernement créé un nouveau salaire minimum garanti revalorisé, et deux hausses des allocations familiales, l'une de 22 % rétroactive dès décembre et l'autre de 44 % dès janvier 1948.

## Reprise du travail
Un « essoufflement des grèves » est visible début décembre et les Renseignements Généraux indiquent le 2 décembre que « Les grèves deviennent impopulaires. À la SNCF, les 28 et 29 novembre constituent, pour la direction le point culminant du mouvement à l’échelle nationale.
Le titre le plus virulent de L'Humanité est daté du 30 novembre : « La République nous appelle. Sachons vaincre... ! » mais ensuite, dès le 3 décembre, son ton  baisse graduellement, chaque jour les titres diminuent de taille et de virulence.

### SNCF
Les 28 et 29 novembre constituent, pour la direction de la SNCF, le point culminant du mouvement à l’échelle nationale. Les cheminots grévistes sont moins nombreux dès le 29. À Toulouse, l’apogée du mouvement est aussi les 28 et 29 novembre  et, comme ailleurs, il décline dès le 30, malgré des exclusions de la CGT pour ceux qui reprennent. Dès cette date, « des trains recommencent à circuler à la gare du Nord paralysée depuis le 23 novembre ». et « début décembre, les reprises du travail se multiplient ». À Rennes, le 3 décembre, 1500 à 2000 grévistes tentent de bloquer le trafic ferroviaire qui vient de reprendre.
Ensuite, le déraillement du train Paris-Lille dans la nuit du 2 au 3 décembre, « semble avoir accéléré les retours au travail » mais pas freiné les sabotages. Le lendemain 4 décembre, le conflit est terminé dans « toutes les gares parisiennes », et « le trafic des voyageurs et des marchandises reprend très nettement ». Le chiffre d’affaires détaillé de la SNCF montre que la semaine « la plus perturbée est celle du 29 novembre au 5 décembre ». avec un « trafic voyageurs réduit de 60 % »
« En revanche, l'ensemble du trafic repart nettement au cours de la semaine suivante .
À partir de début décembre ce « déclin du mouvement à la SNCF porte un coup grave à l'ensemble des grèves » car c’est le secteur qui a été le plus mobilisé sur l’année, en plus de gêner le gouvernement. 
Benoit Frachon, secrétaire général de la CGT, estime qu'en décembre ce conflit à la SNCF « s'est désagrégé » ». « Il était clair que l'heure de la retraite avait sonné dans cette corporation (…)  ne manquait pas d'avoir des répercussions fâcheuses dans d'autres secteurs du mouvement », a-t-il écrit dans ses mémoires.

### Mines
Le 1er décembre, des renforts de police parviennent à débloquer les grands bureaux, ateliers centraux, garages et une vingtaine de puits dans les groupes d'Auchel, Bruay-en-Artois et Nœux-les-Mines. Mais, dès le lendemain, les grévistes les occupent à nouveau car les CRS ne font aucun zèle, ce qui amène leur hiérarchie à réduire le nombre de points protégés. À Bully-les-Mines, le 2 décembre, 200 policiers sont assiégés pendant deux heures dans les grands bureaux par 2000 grévistes, dont certains lancent des briques.
Le 4 décembre 1947, Le Monde affirme que la reprise du travail dans les mines est bien avancée, en particulier en Lorraine, malgré des bagarres à Béthune et Denain qui ont obligé les CRS à faire usage de grenades lacrymogènes.
La consigne de reprise du travail n'est donnée que les 9-10 décembre, bien que le conflit cesse une semaine plus tôt, car une petite partie des mineurs rechignent à retourner au fond sans avoir rien obtenu, leur mécontentement demeurant donc « intense ».

## Journées de travail perdues
Même s'il demeure moins important qu'en Italie, le mouvement est à l'origine, selon les sources, de 23,3 millions à 26 millions de journéesde travail perdues en France, soit 80 fois plus que les 374 000 perdues en 1946. Les différents mouvements de grève au cours de l'année se traduisent, selon les sources, par au total de 3 millions à 5 millions de grévistes soit trente fois plus qu'en 1946.
Selon l'historien Philippe Buton, les journées de grève perdues sont 23 millions contre 12 millions en 1948, 7 millions en moyenne par an au cours de la IVème République et 3 millions pour la période  1959-1973 (hors année 1968).

## Sanctions et poursuites judiciaires
Les révocations causent des dégât, en particulier, chez les mineurs, perdre son emploi entraîne l'expulsion de son logement et la perte des droits à la Sécurité sociale minière, avec son offre de soins gratuits. On compte au total 100 révocations, 1 000 suspensions et 500 déplacements forcés de « gueules noires » d'un puits à un autre.
À la SNCF, sur plus d'un millier d'agents sanctionnés, 93 sont révoqués dont 30 à titre définitif. Les grévistes ont interrompu le trafic ferroviaire, parfois « laissé des voyageurs à l'abandon dans des trains immobilisés », puis à la fin de la grève se sont même « opposés a l'acheminement de denrées périssables ».
Le ministère de l'intérieur a décompté au total 1 375 personnes, en France, en poursuites judiciaires après arrestation, dont plus du tiers dans la Seine et 20 % dans les Bouches-du-Rhône. À Saint-Étienne, Stanislas Kaminski, du piquet de grève de Roche-la-Molière, est condamné à  8 mois de prison pour avoir été l'un des premiers à  fraterniser avec de jeunes soldats.
L'isolement de mineurs communistes dans certaines fosses vise par ailleurs à  diminuer leur influence. Les suspension et révocation de délégués mineurs, institués le 1er mai 1890, appelés aussi délégués à la sécurité, est une mesure impopulaire car ils avaient d’importants pouvoirs et une forme de contrôle direct sur la production.
L'amnistie votée en 1981 est partielle, sans aucune des réintégrations et des reconstitutions de carrière accordées, l'année suivante, aux militaires de l'OAS. En 2015, les mineurs du Pas-de-Calais obtiendront enfin réparations, à hauteur de 30 000 euros, pour licenciement abusif.

## Violences du début décembre
Les actes de sabotage commis en 1948 seront nettement plus nombreux et visant des cibles plus diverses qu'en 1947, mais nettement moins graves. En 1948, les voies ferrées seront à nouveau concernées, mais les installations minières et les routes plus touchées.
En 1947, de nombreux actes de sabotage sont constatés et souvent assez tôt: Le Monde du 29 novembre 1947, constate que les jours précédents des « déraillements ont été provoqués pour obstruer les voies »:
- à Vanves-Malakoff et entre Givors et Lyon, où une machine haut le pied a déraillé;
- à la gare de La Villette, un gréviste est descendu d'une locomotive après l'avoir mise en marche mais l'aiguilleur l'a fait dérailler;
- près d'Irigny le déboulonnage d'un rail a provoqué le déraillement d'une machine haut le pied;
- au dépôt de Cambrai, des grévistes ont empêché la sortie des locomotives en jetant une autre dans une fosse[71].

La presse et les tracts communistes accusent la SFIO d'avoir empêché la victoire du mouvement. La mention de la Cagoule, accusée de préparer un complot d’extrême droite, y est par ailleurs tès fréquente aussi. Particulièrement visé, Georges Lorent, curé et  maire de Sains-en-Gohelle, collecte les plaintes de non grévistes dont les maisons sont visées par des jets de pierres puis créé des patrouilles nocturnes, ce qui lui vaut au contraire une couverture très favorable par la presse nationale. À Liévin, des groupes de manifestants forcent l’entrée du commissariat et visitent les locaux pour tenter de libérer un détenu.

### Déraillement du Paris-Tourcoing le 3 décembre
Le sabotage et déraillement du train postal Paris-Tourcoing le 3 décembre 1947 à Arras qui cause 20 morts et 50 blessés, à la fin des grèves, n'a jamais été élucidé. Parmi eux, Edgard Verkindère, capitaine d'infanterie affecté au cabinet du ministre de la guerre, qui avait volé pendant la guerre à la Gestapo la liste des fusillés de l'arrondissement de Lille. C'est un des plus graves accidents ferroviaires de l'histoire en France.
Les saboteurs n'ont pas seulement coupé la liaison ferroviaire entre Paris et Tourcoing en déboulonnant deux rails, sur une longueur de 25 mètres, cinq kilomètres au sud d'Arras. Vers 3 heures du matin, peu avant le passage du train, ils ont coupé le signal électrique le long de la voie, empêchant le conducteur de savoir que la ligne était coupée.
Les motivations n'ont pas été établies,, seules des hypothèses et des rumeurs ayant été colportées, au fil des décennies.
Sur le moment, le drame renforce la volonté du ministre de l'Intérieur Jules Moch d'en finir avec les grèves par la force. Dès le lendemain 4 décembre, il ordonne d'évacuer les gares qui sont encore occupées, ce qui cause la mort par balles de trois manifestants à Valence.
Sans indices ni preuves, les autorités n'osent mettre en cause les grévistes d'en être à l'origine que de manière indirecte et suggestive, en évoquant le climat social très dégradé: des non-grévistes de FO et la CFTC avaient pris le contrôle de la gare d'Arras le 1er décembre, avec l'aide d'un groupe de militants du RPF. C'est l'unique rassemblement important de non-grévistes pendant les grèves de 1947 et un détachement militaire défend aussi la gare.
Des rapprochements ont été aussi faits avec le discours du secrétaire général du PCF Maurice Thorez, le lendemain 4 décembre 1947 à Hénin-Liétard dans un meeting qui réunit 7 000 personnes, où il se serait montré plus combatif que jamais [réf. nécessaire]. De retour de Moscou, il a pourtant reçu des consignes de modération de Staline et semble s’inquiéter de la radicalisation du mouvement, en critiquant, dans un discours devant la direction du PCF les sabotages qui font des blessés ou des morts, comme le montrent les rapports du SDECE reçus le 18 décembre par le président Vincent Auriol.
Le 9 décembre 1947, le Comité central de grève constitué par les fédérations CGT ordonne la reprise du travail. Le lendemain, la CGT organise dans tout le bassin minier des réunions qui attirent une foule considérable, souvent dans une ambiance houleuse. Selon les Renseignements généraux, « à Marles, Auchel, Allouagne, Bruay notamment, les responsables syndicaux furent copieusement hués par une minorité de « durs » qui allèrent jusqu’à déchirer leur carte syndicale ».
Le gouvernement aurait négocié secrètement avec le PCF, échangeant l'immunité de quatre militants impliqués dans le sabotage, contre l'appui à la reprise du travail, selon un article en 2004 du journaliste Rémi Kauffer, qui ne donne cependant pas de source et n'avait pas évoqué cet élément dans sa longue enquête publiée en 1989. Une autre interprétation disculpant au contraire les grévistes a été publiée la même année, en 2004 , dans le journal interne de la SNCF La Vie du rail (hebdomadaire).
L'historien américain Irwing Wall montre que son homologue français Philippe Robrieux reprend la version d'Auguste Lecœur l'attribuant à une initiative de militants communistes de base. Le quotidien socialiste Le Populaire « accuse les cheminots en grève d'avoir assassiné les seize voyageurs ». Le comité de grève de Lens souligne de son côté que la voie descendante de Lens à Béthune a été coupée sur l'ordre du chef de section à Arras sur un secteur « en pleine déclivité après Bailleul-Sire-Berthoult ». Le SPID a publié une longue mise au point sur ce déraillement, qui pourrait « parfaitement ne pas être l’œuvre de cheminots » mais de « n'importe quel provocateur », car il peut arriver que le déboulonnage des rails n'entraine pas la fermeture des signaux. L'analyse d'ensemble du SPID estime que « ce ne sont pas des cheminots grévistes qui ont saboté ». La lecture des dossiers disciplinaires des agents révoqués « montre que les délits, même les plus graves, n'ont aucune commune mesure avec cet attentat criminel ».
Le 30 juin 1953, la Cour de cassation prononce un arrêt qui fait jurisprudence, en considérant que la SNCF demeurait responsable car elle devait, vu le climat social, s’attendre à ce genre d’actes.
Le déraillement a inspiré le film militant de Maurice Théry, le présentant en 1948 comme « une immonde provocation », ou la fiction de l'écrivain Pierre d'Ovidio en y greffant les rivalités entre Guy Mollet, maire d'Arras et son rival local RPF.

### Reprise de la fosse Renard à Denain le 4 décembre
Dans la foulée, se produisent des affrontements « parfois violents » dans les mines du Nord, comme le 4 décembre à la Fosse Renard de Denain, reprise alors que les CRS l'occupaient les jours précédents.
Des renforts de police avaient aussi réussi le 1er décembre à dégager les grévistes d'une vingtaine de puits et tous les grands bureaux, ateliers centraux et garages de 3 groupes : Auchel, Bruay-en-Artois et Nœux-les-Mines couvrant tout l'ouest du bassin. Les manifestants n'avaient ensuite pu reprendre, dans l'un des trois groupes, Bruay-en-Artois, qu'une fosse et les bureaux et ateliers. Plus près de Denain, police et armée venaient aussi de réussir à évacuer les carreaux des mines 6 et 7 de Oignies (Pas-de-Calais) puis y étaient parvenus à résister à 300 manifestants ameutés par des sirènes grâce à des renforts.
Célèbre pour avoir inspiré Germinal à Émile Zola lors de sa visite en 1884, la Fosse Renard de Denain avait été prise et occupée par les CRS. Elle est reprise par les grévistes le 3 décembre ou le 4 décembre, selon les sources, par plusieurs centaines de mineurs lors des échauffourées « les plus graves », jusque-là, de l'année 1947. Plusieurs dizaines de CRS se retrouvent isolés du reste de leur détachement, 6 doivent passer par l'hôpital, dont un qui aura plusieurs mois d'arrêt de travail après les affrontements au corps à corps. Le reste de la troupe préfère abandonner. Les jeunes grévistes, triomphants, brûlent un side-car pris aux CRS en face de la fosse et dansent autour jusqu'à deux heures du matin.
Roger Pannequin, alors numéro deux du PCF dans le Pas-de-Calais, raconte dans ses mémoires de 1976 avoir fait au même moment « prisonniers » trois CRS, avec d'autres mineurs à Mazingarbe dans le Pas-de-Calais puis été contraint de les relâcher sur ordre de dirigeants de la Fédération CGT. Leur libération est mentionnée dans La Voix du Nord du 6 décembre 1947, qui ne parle que de deux CRS. Les CRS ont dû répondre à un véritable interrogatoire et les moqueries des grévistes « sur la dérision qu’il y avait à rester au service du pays pour 8000 F par mois ».

### Nouveaux sabotages contre le rail, la route, et EDF
Le Monde du 6 décembre indique que le réseau ferroviaire continue à être visé: un rail a de nouveau été déboulonné, dans la nuit du 4 au 5 décembre, entre Monts et Saint-Pierre-des-Corps, où train de marchandises venant de Bordeaux a déraillé, avec une dizaine de wagons renversés, et d'autres rails déboulonnés près d'Imling (Moselle), Arnage (Sarthe) et Malay-le-Gand (Yonne), sans blessés non plus. À Avignon, un piquet de grève vient d'arrêter un rapide tandis qu'un autre train a été stoppé en gare de Montélimar et qu'à Clermont-Ferrand, 26 des 34 motrices de tramways sont sabotées. D'autres sabotages viennent aussi d'être constatés sur Lyon-Grenoble et Lyon-Marseille. À Ivry, 400 grévistes ont échoué à prendre le dépôt SNCF.
La circulation routière et du courant électrique sont aussi visés: 3 pylônes d'une ligne à haute tension plastiqués, privant d'électricité une partie de la Bretagne. En banlieue parisienne, des clous sont répandus sur le parcours des autobus. À Marseille, des barrages de camions et de wagons renversés sur la route d'Aix l'ont interromptu, tandis que la falaise de Cornières, explosée à la dynamite, a bloqué une autre route, à la sortie de l'Estaque, puis les issues sont rapidement libérées et gardées par les troupes coloniales et parachutistes récemment rapatriés d'Indochine.
À Toulouse le chef régional des CRS est relevé de ses fonctions. À Grenoble, l'hôtel des postes est envahi puis évacué par les CRS, tandis qu'à Béziers l'hôtel de ville est envahi le 4 décembre par 1500 manifestants, qui ont aussi tenté de prendre une gare, et son maire Emile Aïn blessé, avant que « les CRS arrivés en camions, et les gendarmes » réussissent l'évacuation.

### Trois morts en gare de Valence le 4 décembre
Le 4 décembre 1947, c'est la gare de Valence, occupée par les grévistes, qui est évacuée par des lacrymogènes, mais dès 14 heures, environ 3 000 personnes menée par Maurice Michel et Louis Peyrichou, respectivement  député communiste et leader CGT de la Drôme, renversent deux camions de police et envahissent la salle des pas perdus. Des coups de feu claquent mais sans freiner l'action. Le directeur départemental de la police et le capitaine Simon, commandant de gendarmerie, sont molestés. Huit gendarmes et 49 jeunes soldats de l'Armée de l'air paniquent et tirent pour se dégager.
Raymond Penel, cheminot, et Adolphe Chaléat, métallurgiste, sont tués par balles. La fusillade cause aussi 12 blessés graves du côté des manifestants, tous touchés par balles de 7mm 65 (pistolet automatique ou pistolet mitrailleur MAS). Parmi eux, l'organisateur du premier maquis de la Drôme, Claude Belmas, journaliste communiste du Travailleur alpin mais aussi Fraternité, Les Allobroges et La Voix populaire. Il a reçu deux balles dans une cuisse. Sur le moment, les grévistes pensent qu'il y a eu non pas deux mais trois morts. Les forces de l’ordre comptent de leur côté 23 blessés, notamment victimes de jets de tire-fond, boulons et pierres.
Deux policiers sont pris comme otages puis échangés contre les grévistes arrêtés. La police quitte la gare.
Le 7 décembre, Maurice Michel, appuyé par Thorez, alerte "sur les événements sanglants qui se sont déroulés à Valence" pour exiger la révocation du préfet et la démission du gouvernement. Selon lui, au cours de bagarres à l'intérieur de la gare, la police a tiré sur les manifestants puis en dehors de la gare. Jules Moch répond que le préfet a fait son devoir en essayant trois fois de dégager la gare et affirme que depuis deux jours les manifestants disposent souvent d'armes diverses et d'explosifs.
Des incidents violents ont eu lieu aussi à Sète le 1er décembre et Béziers les 2 et 3 décembre (occupation de locaux) puis plus sérieux à Saint-Étienne le 4 décembre, quand 150 gendarmes furent faits prisonniers par les grévistes.

## Maintien de l'ordre et CRS
Entre le 20 novembre 1947 et le 10 décembre, les unités parcourent 500 000 km. Les commandants recourent à des "traction avant", tandis qu'aucun des véhicules n'était protégé, ce qui témoigne de la très grande dispersion des lieux d'intervention, à une époque où la France fait travailler 340 000 mineurs répartis sur des centaines de sites différents.
En 1947, les adversaires des grèves accusent les CRS d’avoir pris fait et cause pour les manifestants et les communistes s'estimaient soutenus par eux, même si des historiens ont ramené à leur juste proportion ces faits, tout en observant une différence radicale avec l'attitude des CRS en 1948. Selon eux, par ailleurs, il faut se méfier des décomptes sous forme de nombre de blessés pour mesurer la gravité des affrontements, car les« moindres blessures sont généralement signalées et une coupure au doigt peut être comptabilisée au même titre qu’une main arrachée ou des côtes cassées »,. Grévistes et policiers sont aussi parfois victimes d'accidents. Selon Philippe Robrieux, en Côte d’Or, à 30 kilomètres de Dijon, un car de CRS s'était renversé[réf. nécessaire], causant 3 morts et sept ou huit blessés.

### Attitudes différentes en 1947 et 1948

#### Pas de mort ni blessés graves jusqu'au 4 décembre 1947
Les grèves de 1947-1948 ont causé la mort d'une dizaine d'ouvriers: 3 en gare de Valence le 4 décembre 1947, gardés par des soldats qui tentent maladroitement de se dégager, puis Sylvain Bettini à Marseille le 11 décembre, et tous les autres en 1948.
Jusqu'à l'automne 1947, les CRS furent « tenus à l’écart, pour diverses raisons de la tâche du maintien de l'ordre » lors de manifestations, et sont dispersés sur toutes sortes d'autres missions, souvent surveiller des lieux, à un échelon « strictement départemental et régional ».
Malgré un manque d'équipement et de véhicules qui gêne leur mobilité et des tenues les protégeant très mal, en 1947 les blessés n'ont que des blessés légers jusqu'aux affrontements de Denain le 4 décembre. Un an après au contraire, lors de la grève des mineurs de 1948, ils subissent des morts et blessés graves.

#### Deux polémiques très différentes sur les CRS
L'assimilation des CRS aux SS, si elle devient « constante en 1948 », surtout en novembre, tranche avec la position des cadres communistes ou cégétistes beaucoup plus modérée en 1947, selon la synthèse détaillée de l'historien Philippe Roger.
En réaction aux 5 mineurs morts de la seconde quinzaine d'octobre 1948, dont 2 à Firminy, un à Alès et 2 dans le Nord, l'hebdomadaire communiste France nouvelle durcit le ton le 30 octobre 1948: « comme au temps des pelotons d'exécution commandés par les Waffen SS [.] le massacreur J. Moch fait tirer ses CRS sur des poitrines françaises ». Le 1er novembre des blindés CRS ouvrent le feu à Liévin, blessant plusieurs grévistes, et peu après la journaliste Simone Téry titre un billet "CRSS" dans l'édition du 5 novembre 1948 de Humanité,.
En 1947, la polémique publique est inverse. Le PCF défend les CRS, en partie issus des milices patriotiques de la Résistance, tandis que le gouvernement voit dans les fraternisation entre grévistes et policiers, plus idéalisées que réelles selon les historiens, la preuve des visées insurrectionnelles du PCF.
Au soir du 29 novembre, le quotidien marseillais Rouge-Midi est perquisitionné et son journaliste Michel Barak détenu dix jours car doit paraitre le lendemain un article racontant qu'à Saint-Étienne, « envoyés contre le peuple, l’armée et la police rejoignent  les travailleurs»,. Le reste de la presse communiste a vanté cette fraternisation. La nuit suivante, le député PCF Raoul Calas appelle à l'amplifier: il est immédiatement expulsé de force de l'Assemblée nationale à 5 heures 30 du matin.
Alors que des manifestations géantes ont réuni selon le PCF près de 100 000 personnes à Marseille et Saint-Étienne, dans le bassin minier du Nord-Pas-de-Calais, il préfère y renoncer, pour ménager les forces de l'ordre : environ 20 % des policiers de la région seraient sympathisants du PCF selon le préfet. Les foules importantes sont plutôt convoquées dans des meeting que le PCF sécurise lui-même, les plus importants dans l'ouest du bassin: 4 000 grévistes à Bruay-en-Artois le 19 novembre et 6 000 le 22 novembre, ainsi que 3000 à Auchel le 18 novembre et 5000 le 22. Dans le bassin minier central, c'est moins, entre 800 et 1 000 personnes à Avion, Harnes et Wingles malgré l'exception des 7 000 personnes venus pour Maurice Thorez à Hénin-Liétard le 4 décembre 1947.
Selon les renseignements généraux, les grévistes chantent en 1947 dans les meeting et défilés, « Gloire au 17e », chant écrite par Montéhus pour les soldats du 17e régiment d’infanterie de Béziers, qui avaient désobéi aux officiers lors de la révolte des vignerons du Languedoc en 1907, se mutinant avec armes et munitions, plutôt que la réprimer. Dans un meeting du 20 novembre 1947 à Bully-les-Mines, Henri Martel, sénateur et député PCF, numéro un de la fédération CGT des Mines, déclare que les grévistes ne doivent pas avoir peur des soldats car ils sont leurs frères,.
Lors d'un autre à Boulogne-sur-Mer, Auguste Defrance, sénateur PCF du Pas-de-Calais, fait monter deux soldats à la tribune pour montrer la fidélité à la classe ouvrière de la classe 1943, rappelée fin novembre .
Les cadres du PCF stigmatisent alors les agents étrangers plutôt que les policiers. Un article de 1947 dans Clarté, son périodique dans le Nord, soupçonne de soutien à Force ouvrière et aux non-grévistes des anciens du 2e corps polonais, ("l'armée Anders"), bête noire de l'ambassadeur soviétique Andreï Vychinski à Londres et d'une partie de la presse britannique, ses soldats polonais étant accusés d'être violemment anticommunistes.

### Mobilité dans les bassins miniers
En 1947, le préfet du Pas-de-Calais, le socialiste Georges Phalempin, dénombre 135 lieux nécessitant une garde, dont 80 puits de mines, 16 centrales thermiques ou cokeries, et 5 transformateurs principaux, dans une région où « le mot d'ordre est encore clairement plus politique qu'à Marseille » mais a aussi des racines sociales qui en font « plus qu'une simple manipulation politique mélant enjeux régionaux et nationaux ».
Son problème est la grande mobilité des grévistes, qui ont pris « le contrôle du parc de véhicules des Houillères nationales et savent l’utiliser avec habileté : dés [sic] qu’une usine travaille, les camions chargent des centaines d’hommes qui s’y rendent rapidement ».
Les forces de l'ordre sont au contraire rapidement pénalisées par leur manque de véhicules, qui empêche parfois d'envoyer rapidement une fraction de compagnies dans un lieu  isolé, comme le souhaite la hiérarchie depuis les émeutes de la faim de septembre. Une circulaire du 3 octobre 1947 demande ainsi aux cadres de CRS de téléphoner chaque matin les effectifs disponibles pouvant être mis en route avant deux heures environ, alors que jusque là les CRS n'avaient que des missions locales ou régionales, souvent de surveillance.
Pour y remédier, le ministre Jules Moch va privilégier le recours à l'aviation, qui permet de gagner du temps quand les incidents ont lieu près d'un aéroport ou aérodrome. Ce seront pas moins de neuf compagnies de CRS qui arriveront ainsi par avion à Clermont Ferrand, quand les premiers troubles éclateront le 3 juin, après un meeting de la CGT, afin de « vider les usines Bergougnan ». Puis quand plusieurs grèves s'aggravent dans les mines du Nord, de l’Est et du Massif Central le 16 octobre 1948, de nouveau les CRS seront « envoyées sur les lieux en avions ». L'avion sert aussi aux repérages, quand un commandant CRS survole Saint Étienne avant l'intervention.
Appelée à la rescousse dès novembre 1947, l'armée opère des grandes maneuvres, avec des milliers d'hommes, aux deux ailes du Bassin minier, Bruay-en-Artois et Valenciennes. Dans ce secteur, la production est relancée seulement six jours après le début du conflit, mais l'armée elle aussi manque de camions et de véhicules, et d'équipements adaptés à la topographie du bassin minier comme la radio. Environ 300 soldats d’une brigade blindée sont transférés à Arras le 28 novembre 1947, mais en 1947 comme en 1948, il faut recourir à des hôtels pour loger les nombreux renforts arrivés.
En 1948, se souvenant de 1947, les autorités regroupent dès le début de la grève tous les autobus et camions des Houillères sans les casernes d’Arras et de Lille, réduisant considérablement la mobilité des grévistes face aux forces de l’ordre.

### Dissolution de 11 compagnies de CRS
Près d'un cinquième des Compagnies républicaines de sécurité (CRS) fondées le 8 décembre 1944 par De Gaulle pour confier l'ordre à des policiers de tout le territoire et plus seulement des localités concernées, afin éviter les "fraternisations", mais cependant accusées par les adversaires des grèves d'avoir pris fait et cause pour des émeutiers, durent être dissoutes dès 1947 par le ministre de l’Intérieur, Jules Moch (SFIO), qui fit appel à l'armée.
Le journal officiel du 15 décembre 1947 annonce que les CRS 151 et 155 sont dissoutes et leurs membres suspendus sans traitement. Le gouvernement leur reproche les événements du 12 décembre à Marseille, même s’ils ont permis l’évacuation d’un conseiller municipal blessé lors d’une bagarre à la mairie. Dans l'après-midi, 3 des 5 compagnies de CRS avaient entrainées sans le vouloir dans la mairie, sous une poussée plus violente que les autres. Le barrage tenu par la CRS 151 avait été enfoncé et son commandant Ripert projeté à terre dans la confusion.
Une autre est dirigée par Fernand Barrat, chef départemental des milices patriotiques en février 1944, puis intégré à l’état-major départemental des FTP, comme lieutenant-colonel FFI, puis dans l’armée comme capitaine d’infanterie le 12 juin 1946.
« Ce sont deux C.R.S., en majorité formées d'éléments communistes précédemment membres des Milices Patriotiques qui, chargées d'isoler le palais de justice, ont fait la courte échelle aux manifestants. Cela s'est produit au temps de Depreux (Précédent ministre de l'intérieur), mais j'aurai à prendre des sanctions et n'y manquerai pas... » accuse Jules Moch
Selon un livre publié en 1971 par un des CRS communistes visés, son comportement n'est pas en cause et a servi de prétexte à une manœuvre politique décidée auparavant en Conseil des ministres,,. Des historiens ont ramené à leur juste proportion ces épisodes à Saint-Étienne aussi, où les violences seront plus sérieuses l'année suivante causant la mort d'un CRS.
Le 11 décembre 1947, l'Assemblée nationale a consacré ses délibérations à la dissolution de neuf autres compagnies de CRS, dont les personnels seront rayés des cadres, le ministre de l'intérieur s'engageant à en reprendre une partie. Parmi ces 11 compagnies dissoutes, 3 de la Loire, où ont les CRS avaient aussi été débordés, ou encore la 133e de Montluçon, qui a voté le 27 novembre le principe de la grève.
Le texte précise que toute cessation, concertée ou non, du service est assimilée à un abandon de poste et punie comme tel. En réponse au communiste Jacques Grésa, député de la Haute-Garonne, Jules Moch dément formellement l'emploi de soldais étrangers, polonais ou autres, dans le bassin minier du Nord. L'article 1er ramène de 65 à 54 le nombre des CRS, dont l'effectif total passe ainsi de 12 845 à 11 752 hommes. Les amendements communistes sont tous repoussés, le droit syndical est reconnu aux CRS tout comme le statut de fonctionnaires mais plus le droit de grève. La valeur constitutionnelle de ce dernier sera consacrée 3 ans plus tard par l'arrêt Dehaene du Conseil d'État.
Jules Moch « salue les vrais syndicalistes qui veulent que le syndicalisme demeure indépendant », dit vouloir éliminer « quelques éléments malsains », affirme que près de Saint-Étienne, une CRS a eu 60 blessés sur 150 hommes, et souligne à ce propos que Maurice Thorez, à l'époque où il était vice-président du conseil chargé de la fonction publique, avait jugé le droit de grève impossible pour certains fonctionnaires d'autorité. Les légendes des photos d'époque parlant d'affrontements place Marengo à Saint-Étienne, le 29 novembre 1947, ne sont cependant pas confirmées par les images.
Le 21 mars 1948, le ministre de l'Intérieur créera les IGAME, en leur donnant le rôle de préfets régionaux coordonnant l'action des forces de l'ordre sur un vaste territoire.

### Recours à l'armée
L'intervention des forces de l’ordre et le vote de la loi contre la grève « accentuent la tension et induisent une véritable guerre de tranchées »,.
Assez rapidement, « près de 10000 soldats quadrillent le bassin minier » du Nord-Pas-de-Calais. Le quotidien du PCF Liberté titre "Le valenciennois nouvelle zone interdite". Ce seront les soldats des régiments basés en Allemagne qui seront envoyés, car ils se « montreront beaucoup plus violents que les CRS ».
L'hebdomadaire cégétiste La Vie ouvrière publie un ordre de tirer donné à la troupe par Jules Moch, mais il n’a jamais été prouvé officiellement que le ministre l’ait donné. L’idée est de rappeler 80000 réservistes. Mais après 4 jours de débats ininterromptus, les textes sont fortement amendés.
Le second contingent de la classe 43 est rappelé immédiatement par Jules Moch. Dans plusieurs villes du Midi, des forces de l'ordre sont neutralisées, désarmées, ou faits prisonniers.

## Polémiques sur le caractère insurrectionnel
Afin de « briser les grèves insurrectionnelles de 1947 dirigées par le PCF », le gouvernement n'avait « pas hésité à faire envoyer le 11e bataillon de choc », bataillon créé pour les opérations spéciales, ont écrit Roger Faligot, Jean Guisnel, et Rémi Kauffer, les historiens de services secrets français.
Le consensus des historiens est cependant très réservé sur le caractère insurrectionnel des grèves de 1947 mis en avant parfois dans des articles de presse, en particulier dans les quotidiens de l'époque, sous la pression des services spéciaux du SDECE[réf. nécessaire] et des journaux alors engagés dans de violentes polémiques.

### Les rapports contradictoires de 1947
Un rapport du Ministère de l’Intérieur du 20 novembre, estime que le PCF prolonge les grèves surtout pour « décourager l’appui financier des Etats-Unis ». Même conclusion pour un autre deux mois après qui se base sur les bilans des rapports des préfets, qui rapportent la non-utilisation d’armes par les communistes lors d’affrontements pourtant très violents, même si le sabotage de l’express Paris-Lille du 3 décembre laisse ouverte l’autre hypothèse, Jules Moch évoquant aussi l’hypothèse d’une sorte de répétition avant une insurrection qui aurait pu avoir lieu en février.
Mais le 2 décembre, une note du SDECE au président de la République affirme au contraire que « les communistes prépareraient une action pour la prise du pouvoir »,, expliquant la crainte  d'un mouvement insurrectionnel par ce dernier. Les services secrets « obsédés par la menace venue de Moscou, sont alarmistes ».
Vincent Auriol se plaint cependant auprès de Jules Moch que « les services de police judiciaire des Renseignements généraux et du SDECE sont mal coordonnés », et de devoir faire lui-même la synthèse entre documents divergents, qu'il n'a pas le temps de lire tous. En effet, les événements sont aussi interprétés par la DST comme une volonté de la direction du PCF de « décourager l’appui financier des Etats-Unis » et non pas comme une tentative d’insurrection ,.
Vincent Auriol, soucieux de ne pas paraitre insouciant, utilisera à plusieurs reprises le terme : « violences insurrectionnelles », « mouvement insurrectionnel », « manœuvres insurrectionnelles », dans un message à son successeur Henri Queuille.

### La presse militante de 1947
Le quotidien radical La Dépêche du Midi croit savoir dès le 23 novembre que si « les communistes provoquent de multiples débrayages » c'est qu’ « une insurrection est attendue ». Le Populaire, son rival socialiste, également très remonté contre les grèves, contribue aussi à accréditer le scénario d’une « insurrection communiste » en France, via des grèves commandées de l’étranger.

### La perception de l'administration sur le terrain
La perception de l'administration sur le terrain reflète parfois plus la teneur des alertes qui viennent du SDECE que la réalité, parfois difficile à suivre. Dans le département minier du Pas-de-Calais, où il faut surveiller 150 points sensibles., le socialiste Georges Phalempin estime par exemple en 1947 que les communistes eux-mêmes reconnaissent le caractère insurrectionnel du mouvement, crise selon lui comparable à celle de la Libération en août 1944. Selon le même Georges Phalempin en 1948, les commandos grévistes n’ont jamais été vraiment dangereux et que « l’organisation insurrectionnelle communiste est loin d’être encore parfaitement au point ». Le bilan des deux mouvements dans la région, 1947 et 1948, montre au contraire un plus grand nombre d'affrontements avec la police et une plus forte agressivité de la CGT et du PCF en 1948.
Les faits de sabotage, notamment le déraillement du 3 décembre, même si ses circonstances « n'ont jamais été clairement établies », sont « mis en avant par les pouvoirs publics pour discréditer » la grève et diffuser dans l'opinion « l'idée d'un climat de quasi guerre civile justifiant l'emploi de la force ».
La thèse de grèves "insurrectionnelles", brandie par plusieurs quotidiens très tôt en 1947, est clairement « contredite » au début de l'année suivante par « un bilan du ministère de l'Intérieur » ou encore par le meeting tenu le 4 décembre à Hénin-Liétard par le secrétaire général du PCF Maurice Thorez, « après son retour de Moscou le 29 novembre ».
Les historiens ont ainsi établi qu'il est « sûr que la direction du parti communiste n'a ni voulu, au départ, ni préparé une insurrection » mais clairement voulu s'opposer au plan Marshall. Georges Cogniot, rédacteur en chef de l'Humanité, s'oppose ainsi à René Arrachart, représentant du Comité national de grève, qui réclame, à l'imprimerie, des titres encore plus vigoureux. Les Anglais et les Américains conservent, pour leur part, la crainte d'une insurrection, que le PCF  « n'avait pas voulu faire en réalité ». L'année suivante, Le Monde du 2 novembre 1948 cite le journal anglais The Observer estimant que « la France est une alliée sur laquelle nous ne pouvons plus compter ».

### L'enquête de l'historien Robert Mencherini
Le livre de l'historien Robert Mencherini publié en 1997, basé sur les archives du PCF, qui commençaient à s’ouvrir, recoupé avec des documents, inédits ou peu utilisés, issus des « archives de Moscou » ou du fonds Jules Moch, a démenti une « vulgate toujours répandue (…) faisant de Staline le deus ex machina du mouvement » des grèves de 1947, sans reprendre non plus celle d'un autre complot, américain. L'enquête de l'historien met plutôt en avant la « pluralité des causes, au niveau international, national et régional ». Selon lui, au sein du monde ouvrier, un mécontentement croissant alimente des mouvements de grève « de plus en plus importants, dont ceux du printemps 1947, mais le PCF contribue à les contenir », car il a toujours stratégie d'union nationale avec la SFIO, « même après mai 1947 et l’exclusion des ministres communistes du gouvernement ».
Il estime aussi erronée l'interprétation de la création du Kominform en septembre 1947 par « nombre de dirigeants politiques de droite, socialistes ou MRP, mais aussi par des militants communistes, comme un appel à des luttes sociales dures ». En réalité, Staline critique le mouvement de grèves en France et ne « souhaite pas un affrontement avec le patronat, encore moins une Révolution », car il espère l'organisation d'un front patriotique anti-américain « incluant un certain nombre de patrons » français.
Les procès-verbal du comité central du 29-30 octobre, montrent par ailleurs que « l’autocritique de la politique suivie par le PCF à la Libération, voulue par Staline suscite discussion ». Lors du comité central suivant, le 22-23 décembre le « courant syndicaliste » est « mis en accusation ». Maurice Thorez et Jacques Duclos lui « reprochent de n’avoir pas eu une attitude « politique ». Benoît Frachon est relativement épargné mais René Arrachard et Lucien Molino sont durement dénoncés ».

## Conséquences sociales
Parmi les conséquences sociales, l'absentéisme dans le Nord-Pas-de-Calais, qui va culminer à 35,24 % en août 1948 tandis que 4300 mineurs ont plus de 12 jours d’absence injustifiée au cours des 6 premiers mois de 1948.

### Deux scissions de la CGT créent FO et la FEN
Après la fin de la grève, une scission divise la CGT, qui a donné naissance à la CGT-FO. Elle semble seulement se dessiner lorsqu'une conférence de la minorité FO dénonce le 8 novembre la politisation des syndicats, mais lors de la suivante en décembre la minorité décide cette fois de quitter le syndicat, conduite par Léon Jouhaux et fonde la CGT-Force ouvrière.
Ils reçoivent l'appui financier des syndicats américains, notamment de l'AFL-CIO, via Irving Brown, proche de la CIA américaine, fondée en mars 1947. C'est l'irruption des premiers signes de la guerre froide dans le monde syndical. La majorité proche du PCF, conduite par Benoît Frachon, reste à la direction de la CGT. Malgré cet affaiblissement et cette division, de nouvelles grèves se dérouleront à l'automne 1948, en particulier la Grève des mineurs de 1948.
Dans le milieu enseignant, qui a participé aux grèves de 1947, en particulier en novembre, les partisans de l'autonomie sont largement majoritaires, appuyés sur le SNI, qui regroupe alors 75 % des effectifs, et contrôlent la plupart des autres syndicats comme le SNES, qui restera leur émanation jusqu'en 1967. Mais en 1947, lors de la scission de la CGT, la FEN a refusé de choisir entre les deux confédérations, préférant s'installer dans l'autonomie en faisant sienne la motion Bonnissel-Valière, déjà adoptée lors du congrès du SNI.
Jusque-là fédération de la CGT, la FGE avait déjà, lors de son congrès de mars 1946, pris le nom de « Fédération de l'Éducation nationale », qu'elle garde après avoir quitté la CGT. Cette dernière ne conserve alors pas de militants ni d'adhérents enseignants. Ils font bloc à la FEN car à partir de 1947, la défense de la laïcité, à laquelle tient beaucoup le syndicalisme enseignant, requiert une profession unie, cette défense apparaissant « menacée par le rapprochement entre la SFIO et le MRP, parti de tendance démocrate chrétienne) ». Par ailleurs, les années d’après-guerre voient la MGEN, qui gère la Sécurité sociale des enseignants, s'établir concrètement en 1946, tout comme la CAMIF (centrale d’achats) et le partenaire FCPE fondée en 1947 par le SNI et la ligue de l’enseignement « pour renforcer le camp laïc ». Va ainsi naître la Fédération de l'Éducation nationale autonome, chargée aussi d'assurer le reclassement prioritaire des enseignants, tâche qui nécessitait d'agir en toute indépendance vis-à-vis des autres catégories de fonctionnaires.

### Référendum de 1948 dans les mines
Lors de la Grève des mineurs de 1948, aux modalités d'action et motifs très proches, principalement liés aux salaire, la CGT commence par organiser en septembre un référendum à bulletins secrets, afin de désamorcer les tensions avec les non-grévistes qui l'ont freinée en 1947. Le référendum est « pour ou contre la grève » sur la base d'une série de revendications qui incluent, entre autres, l'abrogation des décrets Lacoste du 18 septembre, l'extension du pouvoir des délégués mineurs pour assurer la sécurité, un salaire minimal à 14 500 francs et une augmentation des retraites et des pensionnés et veuves de 30 %. La grève se révèle largement majoritaire, comme le ministre de l'Intérieur Jules Moch finit par en convenir. Sur des effectifs totaux de 317 506 mineurs, avec 259 204 présents, il y a 244 322 votants et 89,5 % des votants ou encore 84,6 % des présents votent la grève, selon les totalisations de la CGT. Pour le bassin du Nord-Pas-de-Calais, les Houillères indiquent que le référendum a donné 86,9 % des votants favorables.

### Élections professionnelles de février 1948
Ce vote confirme celui du 15 février 1948, où la CGT ne descend sous les 68 % des voix, aux élections des délégués du personnel, dans aucun des secteurs du bassin minier du Pas-de-Calais, région pourtant de tradition socialiste. Elle y obtient la quasi-totalité des délégués. À Lens, Liévin, Oignies et Courrières, le syndicat obtient plus de trois quarts des voix et 87 % à Drocourt. Le nouveau syndicat FO oscille dans la plupart des secteurs autour de 20 %, surtout au détriment de la CFTC, qui obtient de 3 à 7 % selon les secteurs. FO est en effet « encore très fragile » au début de 1948 dans le bassin minier du Nord-Pas-de-Calais, avec seulement 4 280 adhérents contre 110 000 pour la CGT, même si son score n' « est pas jugé désastreux par ses cadres ».

## Arts et littérature
La période des grèves de 1947 en France, immédiatement suivies de la Grève des mineurs de 1948 et de la longue Grève des dockers de 1949-1950 en France visant la Guerre d'Indochine est marquée par des campagnes de soutien financier aux grévistes et à leurs familles, à travers tout le pays, mais aussi la profusion d'œuvres d'art teintées d'ouvriérisme, en reprenant l'esprit du populisme littéraire, qui se sont inspirées de ces mouvements sociaux, exposées dans les grandes manifestations artistiques à Paris. Parmi leurs auteurs, des artistes qui avaient été engagés, au sein de la Résistance, dans le Front national des musiciens et le Front national des arts, fondé par André Fougeron, dont le premier métier était ouvrier d'usine avant de devenir professionnel de la peinture, et par ailleurs engagé au Parti communiste français. Sa toile Les Parisiennes au marché (musée d'art moderne de Saint-Étienne), choque une partie de la critique de presse, qui y voit « les accents d'un scandale » car elle évoque un « sujet social en cette période marquée par la vie chère », lorsqu'elle est présentée au Salon d'automne le 24 septembre 1948 mais c'est aussi le cas, selon la critique d'art Sarah Wilson, de la grande fresque de mineurs en grève Les Délégués, d'un autre peintre célèbre militant au PCF, Boris Taslitzky, ou des Pêcheurs à Ostende, d'Édouard Pignon.

## Sources
- "Les grèves de 1947 et 1948 dans le Pas-de-Calais, déroulement, violence et maintien de l'ordre" par  Philippe Roger, dans la Revue du Nord en 2011